# La Roque-d'Anthéron
 La Roque-d'Anthéron  es una comuna y población de Francia, en la región de Provenza-Alpes-Costa Azul, departamento de Bocas del Ródano, en el distrito de Aix-en-Provence y cantón de Lambesc.
Su población en el censo de 1999 era de 4.446 habitantes. Su aglomeración urbana se limita a la propia comuna.
Está integrada en la Communauté d’agglomération du Pays d’Aix-en-Provence .

## Demografía
| 1415 | 2282 | 2876 | 3692 | 3923 | 4446 |
| Para los censos de 1962 a 1999 la población legal corresponde a la población sin duplicidades (Fuente: INSEE [Consultar]) |      |      |      |      |      |